# Coccoloba uvifera
Coccoloba uvifera är en slideväxtart som först beskrevs av Carl von Linné, och fick sitt nu gällande namn av Carl von Linné. Coccoloba uvifera ingår i släktet Coccoloba och familjen slideväxter. Inga underarter finns listade i Catalogue of Life.
Coccoloba uvifera är en buske eller ett städsegrönt träd som blir upp till 10 meter högt. Bladen blir cirka 15 cm långa och de har en yta som påminner om läder. Arten har rörformiga blommor och utvecklar nötter. Kronbladen är ätliga och de används för att smaksätta drycker. Från barken utvinns en rödaktig färg.
Arten förekommer i Amerika från södra Texas och Florida över Centralamerika och Västindiska öar till Colombia och regionen Guyana. Växten hittas ofta vid stranden.
Coccoloba uvifera introducerades på Kanarieöarna och i Sydeuropa.
För beståndet är inga hot kända. IUCN listar arten som livskraftig (LC).